# Herman Meyer
Herman Meyer (* 8. Juni 1911 in Amsterdam; † 15. September 1993 in Amstelveen) war ein niederländischer Germanist und Literaturhistoriker.

## Leben und Wirken
Herman Meyer, der in seinem Geburtsort deutsche Sprache, deutsche Literatur, Philosophie und Kunstgeschichte studierte, promovierte dort 1937 mit der Dissertation Der Typus des Sonderlings in der deutschen Literatur zum Dr. phil.
Seit 1947 lehrte er an Universitäten; zunächst an der Universität Utrecht und dann an der Universität von Amsterdam als Professor für deutsche Literaturgeschichte insbesondere zum Schaffen von Goethe, Stifter und Rilke.
Als Erster Vorsitzender der Genootschap Nederland Duitsland (Niederländisch-Deutsche Gesellschaft), gegründet im September 1952 in Amsterdam, setzte er sich für die Versöhnung mit den Deutschen ein.
Seit 1957 war der Amsterdamer Ordinarius Mitglied der Deutschen Akademie für Sprache und Dichtung sowie 1965 bis 1969 Präsident der Internationalen Vereinigung für Germanische Sprach- und Literaturwissenschaft. 1969 wurde er Mitglied der Königlich Niederländischen Akademie der Wissenschaften (KNAW).

## Werke (Auswahl)
- Zarte Empirie. Studien zur Literaturgeschichte. 418 Seiten, 7 Abb. Metzler, Stuttgart 1963
- Wesenszüge des humoristischen Romans. Angelsachsen-Verlag, Bremen 1966 (21 Seiten (Vortrag))
- Diese sehr ernsten Scherze. Eine Studie zu Faust II. Stiehm, Heidelberg 1970 (Poesie und Wissenschaft, Heft 19, 52 Seiten)
- Natürlicher Enthusiasmus. Das Morgenländische in Goethes ‚Novelle‘. Stiehm, Heidelberg 1973, ISBN 3-7988-0530-X
- Spiegelungen. Studien zu Literatur und Kunst. Niemeyer, Tübingen 1987, ISBN 3-484-10499-6
- Das Zitat in der Erzählkunst. Zur Geschichte und Poetik des europäischen Romans. Fischer-Taschenbuch-Verlag, Frankfurt am Main 1988 (Lizenzgeber: Metzler 1961), ISBN 3-596-26883-4
- Der Sonderling in der deutschen Dichtung. Fischer-Taschenbuch-Verlag, Frankfurt am Main 1990 (Lizenzgeber: Hanser 1963), ISBN 3-596-26952-0
- Das Bild des Holländers in der deutschen Literatur. Fraternitas Reihe zur Untersuchung der Stereotypen. Fraternitas Vereinigung Verlag, ohne Jahresangabe, 18 Seiten

## Ehrungen
- 1966: Goethe-Medaille[5]
- 1974: Friedrich-Gundolf-Preis[6]
- 1976: Alexander von Bormann, Karl Robert Mandelkow, Anthonius H. Touber (Hrsg.): Wissen aus Erfahrungen. Werkbegriff und Interpretation heute. Festschrift für Herman Meyer zum 65. Geburtstag. Max Niemeyer, Tübingen, ISBN 3-484-10255-1